# Natação no Campeonato Mundial de Esportes Aquáticos de 2023 - 50 m livre masculino
A disputa na modalidade 50 metros livre masculino de Natação no Campeonato Mundial de Esportes Aquáticos de 2023 fora realizada nos dias 28 a 29 de julho de 2023 na Marine Messe Fukuoka em Fukuoka, no Japão. Ao todo, 123 nadadores de 111 Comitês Olímpicos Nacionais estavam previstos para competirem.

## Formato da competição
A competição consiste em três rodadas: eliminatórias, semifinais e final. Os nadadores com os 16 melhores tempos nas baterias preliminares avançam as semifinais. Já os nadadores com os 8 melhores tempos nas semifinais avançam a final. Desempates (swim-offs) são utilizados conforme necessário para quebrar os empates de avanço a próxima rodada.

## Calendário
Todos os horários estão na Hora legal japonesa (UTC+9).
| Data                | Horário | Fase          |
| ------------------- | ------- | ------------- |
| 27 de julho de 2023 | 11:12   | Eliminatórias |
| 28 de julho de 2023 | 20:40   | Semifinais    |
| 29 de julho de 2023 | 22:09   | Final         |

## Recordes
Antes desta competição, os recordes mundiais e do campeonato nesta prova eram os seguintes:
| Tipo                  | Atleta         | Tempo  | Local     | Data                   |
| --------------------- | -------------- | ------ | --------- | ---------------------- |
|                       | César Cielo    | 20s 91 | São Paulo | 18 de dezembro de 2009 |
| Recorde do campeonato | Caeleb Dressel | 21s 04 | Gwangju   | 27 de julho de 2019    |

## Medalhistas
| Ouro                       | Prata                       | Bronze                        |
| Cameron McEvoy · Austrália | Jack Alexy · Estados Unidos | Benjamin Proud · Grã-Bretanha |

## Resultados

### Eliminatórias
As eliminatórias foram realizadas no dia 28 de julho com início às 11:12.
| Pos. | Bateria | Raia | Nadador                   | CON                       | Tempo | Notas            |
| ---- | ------- | ---- | ------------------------- | ------------------------- | ----- | ---------------- |
| 1    | 13      | 4    | Cameron McEvoy            | Austrália                 | 21.35 | Q                |
| 2    | 13      | 3    | Szebasztian Szabo         | Hungria                   | 21.67 | Q                |
| 3    | 13      | 5    | Florent Manaudou          | França                    | 21.72 | Q                |
| 4    | 13      | 6    | Jack Alexy                | Estados Unidos            | 21.73 | Q                |
| 5    | 11      | 0    | Isaac Cooper              | Austrália                 | 21.82 | Q                |
| 6    | 11      | 2    | Meiron Cheruti            | Israel                    | 21.85 | Q                |
| =7   | 10      | 9    | Jordan Crooks             | Ilhas Caimã               | 21.90 | Q,               |
| =7   | 12      | 4    | Benjamin Proud            | Reino Unido               | 21.90 | Q                |
| =9   | 13      | 2    | Kristian Gkolomeev        | Grécia                    | 21.91 | Q                |
| =9   | 11      | 4    | Ryan Held                 | Estados Unidos            | 21.91 | Q                |
| 11   | 11      | 7    | Vladyslav Bukhov          | Ucrânia                   | 21.92 | Q                |
| 12   | 12      | 0    | Nicholas Lia              | Noruega                   | 21.94 | Q,               |
| 13   | 11      | 3    | Josh Liendo               | Canadá                    | 21.97 | Q                |
| 14   | 12      | 3    | Leonardo Deplano          | Itália                    | 21.99 | Q                |
| 15   | 12      | 2    | Kenzo Simons              | Países Baixos             | 22.04 | Q                |
| 16   | 12      | 7    | Diogo Matos Ribeiro       | Portugal                  | 22.04 | Q                |
| 17   | 13      | 8    | Dylan Carter              | Trinidad e Tobago         | 22.10 |                  |
| 18   | 9       | 3    | Mikel Schreuders          | Aruba                     | 22.10 |                  |
| 19   | 13      | 7    | Ian Ho                    | Hong Kong                 | 22.12 |                  |
| 20   | 11      | 5    | Thom de Boer              | Países Baixos             | 22.13 |                  |
| 21   | 11      | 8    | Thomas Fannon             | Irlanda                   | 22.13 |                  |
| 22   | 12      | 6    | Lewis Edward Burras       | Reino Unido               | 22.14 |                  |
| 23   | 11      | 1    | Shinri Shioura            | Japão                     | 22.15 |                  |
| 24   | 10      | 5    | Yuchan Ji                 | Coreia do Sul             | 22.17 |                  |
| 25   | 13      | 0    | Andrii Govorov            | Ucrânia                   | 22.18 |                  |
| 26   | 13      | 1    | Jonathan Tan              | Singapura                 | 22.20 |                  |
| 27   | 10      | 4    | Katsumi Nakamura          | Japão                     | 22.21 |                  |
| =28  | 13      | 9    | Marcelo Chierighini       | Brasil                    | 22.26 |                  |
| =28  | 9       | 1    | Lamar Taylor              | Bahamas                   | 22.26 | Recorde nacional |
| 30   | 11      | 6    | Lorenzo Zazzeri           | Itália                    | 22.28 |                  |
| 31   | 10      | 1    | Ali Khalafalla            | Egito                     | 22.30 |                  |
| 32   | 10      | 6    | Bjoern Seeliger           | Suécia                    | 22.30 |                  |
| 33   | 10      | 3    | Alberto Mestre            | Venezuela                 | 22.32 |                  |
| 34   | 12      | 1    | Miguel Nascimento         | Portugal                  | 22.38 |                  |
| 35   | 10      | 7    | Michael Pickett           | Nova Zelândia             | 22.41 |                  |
| 36   | 10      | 8    | Heiko Gigler              | Áustria                   | 22.46 |                  |
| 37   | 8       | 5    | Remi Fabiani              | Luxemburgo                | 22.47 | Recorde nacional |
| 38   | 12      | 9    | Changhao Wang             | China                     | 22.50 |                  |
| 39   | 9       | 7    | Sergio Montalban          | Espanha                   | 22.51 |                  |
| 40   | 10      | 2    | Andrej Barna              | Sérvia                    | 22.52 |                  |
| 41   | 9       | 4    | Matej Dusa                | Eslováquia                | 22.53 |                  |
| 42   | 8       | 4    | Peter Varjasi             | Alemanha                  | 22.54 |                  |
| 43   | 10      | 0    | Guido Buscaglia           | Argentina                 | 22.56 |                  |
| 44   | 9       | 0    | Kamil Sieradzki           | Polónia                   | 22.59 |                  |
| 45   | 9       | 5    | Nikola Miljenic           | Croácia                   | 22.61 |                  |
| 46   | 8       | 2    | Jorge Iga                 | México                    | 22.64 |                  |
| 47   | 9       | 2    | Daniel Zaitsev            | Estónia                   | 22.68 |                  |
| 48   | 12      | 8    | Tzen Wei Teong            | Singapura                 | 22.76 |                  |
| 49   | 8       | 6    | Xander Skinner            | Namíbia                   | 22.78 |                  |
| =50  | 7       | 7    | David Young               | Fiji                      | 22.87 | Recorde nacional |
| =50  | 8       | 0    | Roland Schoeman           | África do Sul             | 22.87 |                  |
| 52   | 8       | 7    | Adi Mesetovic             | Bósnia e Herzegovina      | 22.92 |                  |
| 53   | 9       | 6    | Huseyin Sakci             | Turquia                   | 22.94 |                  |
| 54   | 8       | 1    | Samyar Abdoli             | Irão                      | 23.00 |                  |
| 55   | 7       | 6    | Leo Nolles                | Uruguai                   | 23.10 |                  |
| 56   | 7       | 5    | Stefano Mitchell          | Antilhas Holandesas       | 23.21 |                  |
| 57   | 1       | 4    | Matthew Abeysinghe        | Sri Lanka                 | 23:23 |                  |
| 58   | 9       | 9    | Oussama Sahnoune          | Argélia                   | 23.26 |                  |
| 59   | 9       | 8    | Nikolas Antoniou          | Chipre                    | 23.27 |                  |
| 60   | 8       | 9    | Daniil Pancerevas         | Lituânia                  | 23.30 |                  |
| 61   | 8       | 3    | Lương Jeremie Loic Nino   | Vietname                  | 23.39 |                  |
| 62   | 7       | 1    | Benedict Parfit           | Bermudas                  | 23.47 |                  |
| =63  | 7       | 3    | Gabriel Martinez          | Honduras                  | 23.52 |                  |
| =63  | 8       | 8    | Chun-feng Wu              | Taipé Chinesa             | 23.52 |                  |
| 65   | 6       | 7    | Colins Obi Ebingha        | Nigéria                   | 23.54 |                  |
| 66   | 7       | 2    | Mohammed Bedour           | Jordânia                  | 23.59 |                  |
| 67   | 7       | 4    | Alaa Masoo                | Síria                     | 23.74 |                  |
| 68   | 2       | 4    | Alexander Shah            | Nepal                     | 23.89 |                  |
| 69   | 7       | 0    | Tendo Mukalazi            | Uganda                    | 23.94 |                  |
| 70   | 6       | 1    | Jose Quintanilla          | Bolívia                   | 24.06 |                  |
| 71   | 3       | 0    | Micah Masei               | Samoa Americana           | 24.16 |                  |
| 72   | 5       | 6    | Brandon Schuster          | Samoa                     | 24.19 |                  |
| 73   | 3       | 8    | Damien Shamambo           | Zâmbia                    | 24.22 |                  |
| 74   | 6       | 4    | Swaleh Abubakar Talib     | Federação suspensa        | 24.23 |                  |
| 75   | 7       | 9    | Musa Zhalayev             | Turquemenistão            | 24.29 |                  |
| 76   | 6       | 6    | Enkhtamir Batbayar        | Mongólia                  | 24.37 |                  |
| 77   | 7       | 8    | Belly-cresus Ganira       | Burundi                   | 24.39 |                  |
| 78   | 6       | 2    | Collins Saliboko          | Tanzânia                  | 24.43 |                  |
| 79   | 6       | 9    | Warren Adam Lawrence      | Dominica                  | 24.51 |                  |
| 80   | 6       | 5    | Shane Cadogan             | São Vicente e Granadinas  | 24.59 |                  |
| 81   | 5       | 4    | Syed Haseeb Tariq         | Paquistão                 | 24.76 |                  |
| 82   | 5       | 3    | Josh Tarere               | Papua-Nova Guiné          | 24.77 |                  |
| 83   | 6       | 8    | Leon Seaton               | Guiana                    | 24.82 |                  |
| 84   | 5       | 7    | Mahmoud Abu Gharbieh      | Palestina                 | 24.88 |                  |
| 85   | 5       | 5    | Yousef Al-khulaifi        | Catar                     | 24.92 |                  |
| 86   | 6       | 0    | Md Asif Reza              | Bangladesh                | 24.94 |                  |
| 87   | 2       | 1    | Joel Ling                 | Brunei                    | 24.96 |                  |
| 88   | 3       | 7    | Mohammed Qatat            | Líbia                     | 25.15 |                  |
| 89   | 5       | 2    | Marc Dansou               | Benim                     | 25.16 |                  |
| 90   | 5       | 8    | Cedrick Niyibizi          | Ruanda                    | 25.28 |                  |
| 91   | 5       | 1    | Phansovannarun Montross   | Camboja                   | 25.36 |                  |
| =92  | 2       | 5    | Santisouk Inthavong       | Laos                      | 25.56 |                  |
| =92  | 5       | 9    | Tajhari Williams          | Ilhas Turcas e Caicos     | 25.56 |                  |
| 94   | 2       | 2    | Kapeli Siua               | Tonga                     | 25.83 |                  |
| 95   | 2       | 0    | Ailton Lima               | Cabo Verde                | 26.16 |                  |
| 96   | 4       | 4    | Travis Dui Sakurai        | Palau                     | 26.22 |                  |
| 97   | 4       | 2    | Alexander Lake            | Ilhas Caimã               | 26.23 |                  |
| 98   | 5       | 0    | Fakhriddin Madkamov       | Tajiquistão               | 26.40 |                  |
| 99   | 4       | 6    | Houmed Houssein           | Djibuti                   | 26.76 |                  |
| 100  | 4       | 7    | Souleymane Napare         | Burquina Fasso            | 26.85 |                  |
| 101  | 4       | 5    | Ekow Gwira                | Gana                      | 27.22 |                  |
| 102  | 4       | 1    | Edgar Richardson Iro      | Ilhas Salomão             | 27.28 |                  |
| 103  | 4       | 3    | Elhadj N'gnane Diallo     | Guiné                     | 27.69 |                  |
| 104  | 3       | 4    | Phillip Kinono            | Ilhas Marshall            | 27.72 |                  |
| 105  | 2       | 6    | Johnathan Silas           | Vanuatu                   | 27.78 |                  |
| 106  | 4       | 0    | Simanga Dlamini           | Essuatíni                 | 27.84 |                  |
| 107  | 4       | 8    | Joshua Wyse               | Serra Leoa                | 27.89 |                  |
| 108  | 3       | 3    | Adam Mpali                | Gabão                     | 28.15 |                  |
| 109  | 3       | 5    | Muhammad Ali Moosa        | Malawi                    | 28.20 |                  |
| 110  | 3       | 2    | Magnim Jordano Daou       | Togo                      | 28.26 |                  |
| 111  | 4       | 9    | Aseel Abdulghani Khousrof | Iêmen                     | 28.39 |                  |
| 112  | 1       | 5    | Ousman Jobe               | Gâmbia                    | 28:47 |                  |
| 113  | 2       | 8    | Freddy Mayala             | República do Congo        | 28.61 |                  |
| 114  | 2       | 9    | Tilahun Ayal Malede       | Etiópia                   | 28.77 |                  |
| 115  | 3       | 6    | Jolanio Guterres          | Timor-Leste               | 30.36 |                  |
| 116  | 2       | 7    | Pedro Rogery              | Guiné-Bissau              | 30.66 |                  |
| 117  | 3       | 9    | Omar Mchangama            | Comores                   | 31.50 |                  |
| 118  | 1       | 3    | Refiloe Chopho            | Lesoto                    | 31:68 |                  |
| 119  | 3       | 1    | Terence Tengue            | República Centro-Africana | 32.18 |                  |
|      | 12      | 5    | Maxime Grousset           | França                    | DNS   | DNS              |
|      | 6       | 3    | Alassane Seydou           | Níger                     | DNS   | DNS              |
|      | 11      | 9    | Guilherme Caribé          | Brasil                    | DSQ   | DSQ              |
|      | 2       | 3    | Hugo Nguichie             | Camarões                  | DSQ   | DSQ              |

Swim-off
O swim-off para decidir o primeiro substituto foi iniciado em 28 de julho às 12:57.
| Pos. | Bateria | Nadador          | CON               | Tempo | Notes |
| ---- | ------- | ---------------- | ----------------- | ----- | ----- |
| 1    | 4       | Mikel Schreuders | Aruba             | 22.10 | S1    |
| 2    | 5       | Dylan Carter     | Trinidad e Tobago | 22.14 | S2    |

### Semifinais
As semifinais foram realizadas no dia 28 de julho com início às 20:40.
| Pos. | Bateria | Raia | Nadador            | CON            | Tempo | Notas |
| ---- | ------- | ---- | ------------------ | -------------- | ----- | ----- |
| 1    | 2       | 4    | Cameron McEvoy     | Austrália      | 21.25 | Q     |
| 2    | 1       | 5    | Jack Alexy         | Estados Unidos | 21.60 | Q     |
| 3    | 1       | 6    | Benjamin Proud     | Reino Unido    | 21.61 | Q     |
| 4    | 2       | 3    | Isaac Cooper       | Austrália      | 21.65 | Q     |
| 5    | 2       | 6    | Jordan Crooks      | Ilhas Caimã    | 21.73 | Q,    |
| 6    | 1       | 1    | Leonardo Deplano   | Itália         | 21.74 | Q     |
| 7    | 1       | 2    | Kristian Gkolomeev | Grécia         | 21.85 | Q     |
| 8    | 2       | 1    | Joshua Liendo      | Canadá         | 21.88 | Q     |
| 9    | 2       | 2    | Ryan Held          | Estados Unidos | 21.91 |       |
| 9    | 2       | 7    | Vladyslav Bukhov   | Ucrânia        | 21.91 |       |
| 11   | 2       | 8    | Kenzo Simons       | Países Baixos  | 21.92 |       |
| 12   | 2       | 5    | Florent Manaudou   | França         | 21.96 |       |
| 13   | 1       | 8    | Diogo Ribeiro      | Portugal       | 22.03 |       |
| 14   | 1       | 3    | Meiron Cheruti     | Israel         | 22.04 |       |
| 15   | 1       | 7    | Nicholas Lia       | Noruega        | 22.12 |       |
| 16   | 1       | 4    | Szebasztián Szabó  | Hungria        | 22.16 |       |

Swim-off
O swim-off para decidir o primeiro substituto foi iniciado em 28 de julho às 22:09.
| Pos. | Bateria | Nadador          | CON            | Tempo | Notes |
| ---- | ------- | ---------------- | -------------- | ----- | ----- |
| 1    | 4       | Ryan Held        | Estados Unidos | 21.68 | S1    |
| 2    | 5       | Vladyslav Bukhov | Ucrânia        | 21.70 | S2    |

### Final
A final fora realizada no dia 29 de julho às 20:09.
| Pos.              | Raia | Nadador            | CON            | Tempo | Notas              |
| ----------------- | ---- | ------------------ | -------------- | ----- | ------------------ |
| Medalha de ouro   | 4    | Cameron McEvoy     | Austrália      | 21.06 | Recorde da Oceania |
| Medalha de prata  | 5    | Jack Alexy         | Estados Unidos | 21.57 |                    |
| Medalha de bronze | 3    | Benjamin Proud     | Reino Unido    | 21.58 |                    |
| 4                 | 6    | Isaac Cooper       | Austrália      | 21.70 |                    |
| 5                 | 8    | Ryan Held          | Estados Unidos | 21.72 |                    |
| 6                 | 2    | Jordan Crooks      | Ilhas Caimã    | 21.73 | =                  |
| 7                 | 1    | Kristian Gkolomeev | Grécia         | 21.82 |                    |
| 8                 | 7    | Leonardo Deplano   | Itália         | 21.92 |                    |

Legenda
| Recorde mundial       | Recorde mundial (World record)               |                       | Recorde africano                      | Recorde africano (African) |                                           | Q | Classificado por posição (Qualified) |
| Recorde do campeonato | Recorde do campeonato (Championship record)  | Recorde da América    | Recorde da América (Americas)         | q                          | Classificado por melhor tempo (Qualified) |   |                                      |
| Melhor marca do ano   | Melhor marca do ano (World leading)          | Recorde asiático      | Recorde asiático (Asian)              | DNS                        | Não largou (Did not start)                |   |                                      |
| Recorde nacional      | Recorde nacional (National record)           | Recorde europeu       | Recorde europeu (European)            | DNF                        | Não terminou (Did not finish)             |   |                                      |
| Recorde pessoal       | Recorde pessoal do atleta (Personal best)    | Recorde da Oceania    | Recorde da Oceania (Oceania)          | DSQ / DQ                   | Desclassificado (Disqualified)            |   |                                      |
| Recorde da temporada  | Recorde da temporada do atleta (Season best) | Recorde sul-americano | Recorde sul-americano (South America) | NM                         | Sem marca (No mark)                       |   |                                      |